# Fußball-Weltmeisterschaft 1986/Qualifikation

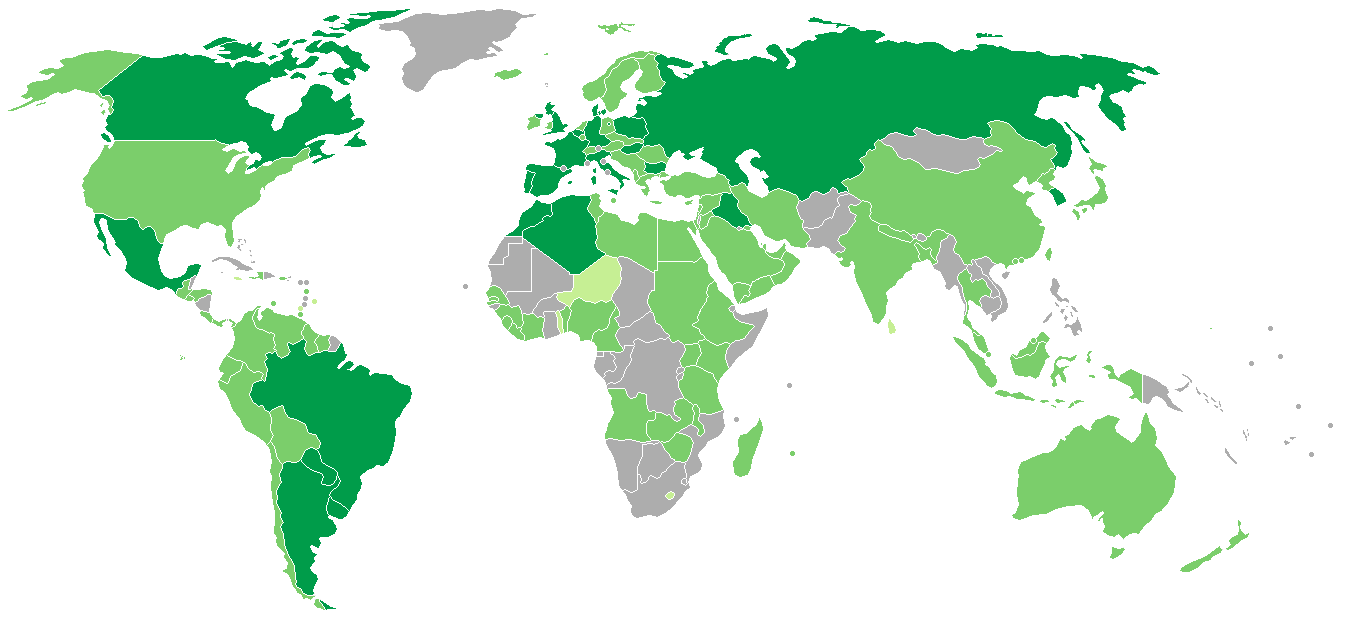
Teilnehmer der Qualifikation zur WM 1986

## Qualifikation zurFußball-Weltmeisterschaft 1986
Für das Weltmeisterschaftsturnier in Mexiko im Jahre 1986 hatten sich insgesamt 121 Verbände gemeldet, darunter
- 33 Mannschaften aus Europa (mit Titelverteidiger Italien)
- 29 Mannschaften aus Afrika (drei Teams zogen sich zurück)
- 27 Mannschaften aus Asien (ohne Israel und Taiwan)
- 10 Mannschaften aus Südamerika
- 18 Mannschaften aus Nord- und Mittelamerika (mit Gastgeber Mexiko)
- 4 Mannschaften aus Ozeanien (mit Israel und Taiwan)

Qualifizierte Teams
Da Titelverteidiger Italien und Veranstalter Mexiko direkt qualifiziert waren und das WM-Turnier mit 24 Mannschaften ausgetragen wurde, standen für die verbleibenden 119 Mannschaften 22 freie Endrundenplätze zur Verfügung; davon gingen
| 12½ an Europa                | Polen       | BR Deutschland | Portugal     | England     | Nordirland  |
|                              | Frankreich  | Bulgarien      | Ungarn       | Dänemark    | Sowjetunion |
|                              | Spanien     | Belgien        | Schottland * |             |             |
| 4 an Südamerika              | Argentinien | Uruguay        | Brasilien    | Paraguay    |             |
| 1 an Nord- und Mittelamerika | Kanada      |                |              |             |             |
| 2 an Afrika                  | Algerien    | Marokko        |              |             |             |
| 2 an Asien                   | Irak        | Südkorea       |              |             |             |
| ½ an Ozeanien                | *           |                |              |             |             |
| Titelverteidiger :           | Italien     |                |              | Gastgeber : | Mexiko      |

 Da sich Jamaika, Grenada, Barbados, Oman, Lesotho, Niger und Togo zurückzogen, und der Iran ausgeschlossen wurde, beteiligten sich 111 Mannschaften an der Qualifikation – neuer WM-Rekord. Weiterhin zog der Libanon in der laufenden Qualifikation nach vier deutlichen Niederlagen seine Mannschaft zurück.

## Europäische Zone /UEFA
32 Mannschaften spielten in drei Vierergruppen und vier Fünfergruppen. Alle sieben Gruppensieger und die vier Gruppenzweiten der Fünfergruppen waren für die WM 1986 in Mexiko direkt qualifiziert. Die drei Gruppenzweiten der Vierergruppen spielten zusammen mit dem Ozeanien-Sieger zwei weitere WM-Startplätze aus. Hinzu kommt noch Titelverteidiger Italien.

### Gruppe 1
Tabelle
| Pl. | Verein       | Sp. | S | U | N | Tore    | Diff. | Punkte |
| --- | ------------ | --- | - | - | - | ------- | ----- | ------ |
| 1.  | Polen        | 6   | 3 | 2 | 1 | 010:600 | +4    | 08:40  |
| 2.  | Belgien      | 6   | 3 | 2 | 1 | 007:300 | +4    | 08:40  |
| 3.  | Albanien     | 6   | 1 | 2 | 3 | 006:900 | −3    | 04:80  |
| 4.  | Griechenland | 6   | 1 | 2 | 3 | 005:100 | −5    | 04:80  |

Spielergebnisse
| 17.10.1984 | Zabrze  | Polen        | – | Griechenland | 3:1 (0:1) |
| 17.10.1984 | Brüssel | Belgien      | – | Albanien     | 3:1 (0:0) |
| 31.10.1984 | Mielec  | Polen        | – | Albanien     | 2:2 (1:0) |
| 19.12.1984 | Athen   | Griechenland | – | Belgien      | 0:0       |
| 22.12.1984 | Tirana  | Albanien     | – | Belgien      | 2:0 (0:0) |
| 17.02.1985 | Athen   | Griechenland | – | Albanien     | 2:0 (2:0) |

### Gruppe 2
Tabelle
| Pl. | Verein           | Sp. | S | U | N | Tore    | Diff. | Punkte |
| --- | ---------------- | --- | - | - | - | ------- | ----- | ------ |
| 1.  | BR Deutschland   | 8   | 5 | 2 | 1 | 022:900 | +13   | 12:40  |
| 2.  | Portugal         | 8   | 5 | 0 | 3 | 012:100 | +2    | 10:60  |
| 3.  | Schweden         | 8   | 4 | 1 | 3 | 014:900 | +5    | 09:70  |
| 4.  | Tschechoslowakei | 8   | 3 | 2 | 3 | 011:120 | −1    | 08:80  |
| 5.  | Malta            | 8   | 0 | 1 | 7 | 006:250 | −19   | 01:15  |

Spielergebnisse
| 23.05.1984 | Norrköping  | Schweden         | – | Malta            | 4:0 (2:0) |
| 12.09.1984 | Solna       | Schweden         | – | Portugal         | 0:1 (0:0) |
| 14.10.1984 | Porto       | Portugal         | – | Tschechoslowakei | 2:1 (1:1) |
| 17.10.1984 | Köln        | Deutschland      | – | Schweden         | 2:0 (0:0) |
| 31.10.1984 | Prag        | Tschechoslowakei | – | Malta            | 4:0 (2:0) |
| 14.11.1984 | Lissabon    | Portugal         | – | Schweden         | 1:3 (1:3) |
| 16.12.1984 | Attard      | Malta            | – | Deutschland      | 2:3 (1:1) |
| 10.02.1985 | Attard      | Malta            | – | Portugal         | 1:3 (0:2) |
| 24.02.1985 | Oeiras      | Portugal         | – | Deutschland      | 1:2 (0:2) |
| 27.03.1985 | Saarbrücken | Deutschland      | – | Malta            | 6:0 (5:0) |

### Gruppe 3
Tabelle
| Pl. | Verein     | Sp. | S | U | N | Tore    | Diff. | Punkte |
| --- | ---------- | --- | - | - | - | ------- | ----- | ------ |
| 1.  | England    | 8   | 4 | 4 | 0 | 021:200 | +19   | 12:40  |
| 2.  | Nordirland | 8   | 4 | 2 | 2 | 008:500 | +3    | 10:60  |
| 3.  | Rumänien   | 8   | 3 | 3 | 2 | 012:700 | +5    | 09:70  |
| 4.  | Finnland   | 8   | 3 | 2 | 3 | 007:120 | −5    | 08:80  |
| 5.  | Türkei     | 8   | 0 | 1 | 7 | 002:240 | −22   | 01:15  |

Spielergebnisse
| 27.05.1984 | Pori     | Finnland   | – | Nordirland | 1:0 (0:0) |
| 12.09.1984 | Belfast  | Nordirland | – | Rumänien   | 3:2 (1:1) |
| 17.10.1984 | London   | England    | – | Finnland   | 5:0 (2:0) |
| 31.10.1984 | Aksu     | Türkei     | – | Finnland   | 1:2 (0:1) |
| 14.11.1984 | Belfast  | Nordirland | – | Finnland   | 2:1 (1:1) |
| 14.11.1984 | Istanbul | Türkei     | – | England    | 0:8 (0:3) |
| 27.02.1985 | Belfast  | Nordirland | – | England    | 0:1 (0:0) |
| 03.04.1985 | Craiova  | Rumänien   | – | Türkei     | 3:0 (3:0) |
| 01.05.1985 | Belfast  | Nordirland | – | Türkei     | 2:0 (1:0) |
| 01.05.1985 | Bukarest | Rumänien   | – | England    | 0:0       |

### Gruppe 4
Tabelle
| Pl. | Verein                          | Sp. | S | U | N | Tore    | Diff. | Punkte |
| --- | ------------------------------- | --- | - | - | - | ------- | ----- | ------ |
| 1.  | Frankreich                      | 8   | 5 | 1 | 2 | 015:400 | +11   | 11:50  |
| 2.  | Bulgarien                       | 8   | 5 | 1 | 2 | 013:500 | +8    | 11:50  |
| 3.  | Deutsche Demokratische Republik | 8   | 5 | 0 | 3 | 016:900 | +7    | 10:60  |
| 4.  | Jugoslawien                     | 8   | 3 | 2 | 3 | 007:800 | −1    | 08:80  |
| 5.  | Luxemburg                       | 8   | 0 | 0 | 8 | 002:270 | −25   | 0:16   |

Spielergebnisse
| 29.09.1984 | Belgrad             | Jugoslawien | – | Bulgarien   | 0:0       |
| 13.10.1984 | Luxemburg           | Luxemburg   | – | Frankreich  | 0:4 (0:4) |
| 20.10.1984 | Leipzig             | DDR         | – | Jugoslawien | 2:3 (1:1) |
| 17.11.1984 | Esch an der Alzette | Luxemburg   | – | DDR         | 0:5 (0:0) |
| 21.11.1984 | Paris               | Frankreich  | – | Bulgarien   | 1:0 (0:0) |
| 05.12.1984 | Sofia               | Bulgarien   | – | Luxemburg   | 4:0 (2:0) |
| 08.12.1984 | Paris               | Frankreich  | – | DDR         | 2:0 (1:0) |
| 27.03.1985 | Zenica              | Jugoslawien | – | Luxemburg   | 1:0 (1:0) |
| 03.04.1985 | Sarajevo            | Jugoslawien | – | Frankreich  | 0:0       |
| 06.04.1985 | Sofia               | Bulgarien   | – | DDR         | 1:0 (0:0) |

### Gruppe 5
Tabelle
| Pl. | Verein      | Sp. | S | U | N | Tore    | Diff. | Punkte |
| --- | ----------- | --- | - | - | - | ------- | ----- | ------ |
| 1.  | Ungarn      | 6   | 5 | 0 | 1 | 012:400 | +8    | 10:20  |
| 2.  | Niederlande | 6   | 3 | 1 | 2 | 011:500 | +6    | 07:50  |
| 3.  | Österreich  | 6   | 3 | 1 | 2 | 009:800 | +1    | 07:50  |
| 4.  | Zypern      | 6   | 0 | 0 | 6 | 003:180 | −15   | 0:12   |

Spielergebnisse
| 02.05.1984 | Nikosia   | Zypern      | – | Österreich  | 1:2 (0:1) |
| 26.09.1984 | Budapest  | Ungarn      | – | Österreich  | 3:1 (0:1) |
| 17.10.1984 | Rotterdam | Niederlande | – | Ungarn      | 1:2 (1:1) |
| 14.11.1984 | Wien      | Österreich  | – | Niederlande | 1:0 (1:0) |
| 17.11.1984 | Limassol  | Zypern      | – | Ungarn      | 1:2 (1:0) |
| 23.12.1984 | Nicosia   | Zypern      | – | Niederlande | 0:1 (0:0) |

### Gruppe 6
Tabelle
| Pl. | Verein      | Sp. | S | U | N | Tore    | Diff. | Punkte |
| --- | ----------- | --- | - | - | - | ------- | ----- | ------ |
| 1.  | Dänemark    | 8   | 5 | 1 | 2 | 017:600 | +11   | 11:50  |
| 2.  | Sowjetunion | 8   | 4 | 2 | 2 | 013:800 | +5    | 10:60  |
| 3.  | Schweiz     | 8   | 2 | 4 | 2 | 005:100 | −5    | 08:80  |
| 4.  | Irland      | 8   | 2 | 2 | 4 | 005:100 | −5    | 06:10  |
| 5.  | Norwegen    | 8   | 1 | 3 | 4 | 004:100 | −6    | 05:11  |

Spielergebnisse
| 12.09.1984 | Oslo       | Norwegen    | – | Schweiz     | 0:1 (0:1) |
| 12.09.1984 | Dublin     | Irland      | – | Sowjetunion | 1:0 (0:0) |
| 26.09.1984 | Kopenhagen | Dänemark    | – | Norwegen    | 1:0 (0:0) |
| 10.10.1984 | Oslo       | Norwegen    | – | Sowjetunion | 1:1 (0:0) |
| 17.10.1984 | Oslo       | Norwegen    | – | Irland      | 1:0 (1:0) |
| 17.10.1984 | Bern       | Schweiz     | – | Dänemark    | 1:0 (1:0) |
| 14.11.1984 | Kopenhagen | Dänemark    | – | Irland      | 3:0 (1:0) |
| 17.04.1985 | Bern       | Schweiz     | – | Sowjetunion | 2:2 (1:1) |
| 01.05.1985 | Dublin     | Irland      | – | Norwegen    | 0:0       |
| 02.05.1985 | Moskau     | Sowjetunion | – | Schweiz     | 4:0 (4:0) |

### Gruppe 7
Tabelle
| Pl. | Verein     | Sp. | S | U | N | Tore    | Diff. | Punkte |
| --- | ---------- | --- | - | - | - | ------- | ----- | ------ |
| 1.  | Spanien    | 6   | 4 | 0 | 2 | 009:800 | +1    | 08:40  |
| 2.  | Schottland | 6   | 3 | 1 | 2 | 008:400 | +4    | 07:50  |
| 3.  | Wales      | 6   | 3 | 1 | 2 | 007:600 | +1    | 07:50  |
| 4.  | Island     | 6   | 1 | 0 | 5 | 004:100 | −6    | 02:10  |

Spielergebnisse
| 12.09.1984 | Reykjavík | Island     | – | Wales      | 1:0 (0:0) |
| 17.10.1984 | Sevilla   | Spanien    | – | Wales      | 3:0 (1:0) |
| 17.10.1984 | Glasgow   | Schottland | – | Island     | 3:0 (2:0) |
| 14.11.1984 | Glasgow   | Schottland | – | Spanien    | 3:1 (2:0) |
| 14.11.1984 | Cardiff   | Wales      | – | Island     | 2:1 (1:0) |
| 27.02.1985 | Sevilla   | Spanien    | – | Schottland | 1:0 (0:0) |

### Play-off-Begegnungen
|            | Gesamt      |             | Hinspiel  | Rückspiel |
| ---------- | ----------- | ----------- | --------- | --------- |
| Belgien    | (a) 2:2 (a) | Niederlande | 1:0 (1:0) | 1:2 (0:0) |
| Schottland | 2:0         | Australien  | 2:0 (0:0) | 0:0       |

## Südamerikanische Zone/CONMEBOL
10 Teams spielten in einer Vierergruppe und in zwei Dreiergruppen. Die drei Gruppensieger waren direkt für die WM 1986 in Mexiko qualifiziert. Die drei Gruppenzweiten und der Gruppendritte der Vierergruppe ermittelten in zwei KO-Runden den vierten WM-Endrundenteilnehmer.

### Gruppe 1
Tabelle
| Pl. | Verein      | Sp. | S | U | N | Tore    | Diff. | Punkte |
| --- | ----------- | --- | - | - | - | ------- | ----- | ------ |
| 1.  | Argentinien | 6   | 4 | 1 | 1 | 012:600 | +6    | 09:30  |
| 2.  | Peru        | 6   | 3 | 2 | 1 | 008:400 | +4    | 08:40  |
| 3.  | Kolumbien   | 6   | 2 | 2 | 2 | 006:600 | ±0    | 06:60  |
| 4.  | Venezuela   | 6   | 0 | 1 | 5 | 005:150 | −10   | 01:11  |

Spielergebnisse
| 26.05.1985 | Bogotá        | Kolumbien   | – | Peru        | 1:0 (1:0) |
| 26.05.1985 | San Cristóbal | Venezuela   | – | Argentinien | 2:3 (1:2) |
| 02.06.1985 | Bogotá        | Kolumbien   | – | Argentinien | 1:3 (0:1) |
| 02.06.1985 | San Cristóbal | Venezuela   | – | Peru        | 0:1 (0:0) |
| 09.06.1985 | Lima          | Peru        | – | Kolumbien   | 0:0       |
| 09.06.1985 | Buenos Aires  | Argentinien | – | Venezuela   | 3:0 (1:0) |

### Gruppe 2
Tabelle
| Pl. | Verein  | Sp. | S | U | N | Tore    | Diff. | Punkte |
| --- | ------- | --- | - | - | - | ------- | ----- | ------ |
| 1.  | Uruguay | 4   | 3 | 0 | 1 | 006:400 | +2    | 06:20  |
| 2.  | Chile   | 4   | 2 | 1 | 1 | 010:500 | +5    | 05:30  |
| 3.  | Ecuador | 4   | 0 | 1 | 3 | 004:110 | −7    | 01:70  |

Spielergebnisse
| 03.03.1985 | Quito             | Ecuador | – | Chile   | 1:1 (1:1) |
| 10.03.1985 | Montevideo        | Uruguay | – | Ecuador | 2:1 (1:0) |
| 17.03.1985 | Santiago de Chile | Chile   | – | Ecuador | 6:2 (4:2) |

### Gruppe 3
Tabelle
| Pl. | Verein    | Sp. | S | U | N | Tore    | Diff. | Punkte |
| --- | --------- | --- | - | - | - | ------- | ----- | ------ |
| 1.  | Brasilien | 4   | 2 | 2 | 0 | 006:200 | +4    | 06:20  |
| 2.  | Paraguay  | 4   | 1 | 2 | 1 | 005:400 | +1    | 04:40  |
| 3.  | Bolivien  | 4   | 0 | 2 | 2 | 002:700 | −5    | 02:60  |

Spielergebnisse
| 26.05.1985 | Santa Cruz de la Sierra | Bolivien | – | Paraguay  | 1:1 (1:0) |
| 02.06.1985 | Santa Cruz de la Sierra | Bolivien | – | Brasilien | 0:2 (0:0) |
| 09.06.1985 | Asunción                | Paraguay | – | Bolivien  | 3:0 (2:0) |

### Play-off-Begegnungen
|          | Gesamt |           | Hinspiel  | Rückspiel |
| -------- | ------ | --------- | --------- | --------- |
| Paraguay | 4:2    | Kolumbien | 3:0 (1:0) | 1:2 (0:0) |
| Chile    | 5:2    | Peru      | 4:2 (3:1) | 1:0 (0:0) |

|          | Gesamt |       | Hinspiel  | Rückspiel |
| -------- | ------ | ----- | --------- | --------- |
| Paraguay | 5:2    | Chile | 3:0 (1:0) | 2:2 (2:1) |

Somit qualifizierte sich Paraguay für die Fußball-Weltmeisterschaft 1986.

## Nord-, Zentralamerikanische und Karibische Zone/CONCACAF
Die Sieger der Playoffs der Ersten Runde qualifizierten sich für die Zweite Runde. Guatemala hatte ein Freilos, drei weitere Mannschaften zogen aufgrund des Verzichts ihrer Gegner kampflos in die Zweite Runde. Die Zweite Runde wurde in drei Dreiergruppen gespielt, die drei Gruppensieger bestritten die CONCACAF-Endrunde. Der Sieger der CONCACAF-Endrunde qualifizierte sich für die WM 1986 in Mexiko. Hinzu kommt noch Gastgeber Mexiko.

### Erste Runde

#### Gruppe 1
| Datum      |             | Ergebnis  |             | Ort          |
| ---------- | ----------- | --------- | ----------- | ------------ |
| 29.07.1984 | El Salvador | 5:0 (4:0) | Puerto Rico | San Salvador |
| 05.08.1984 | Puerto Rico | 0:3 (0:2) | El Salvador | San Juan     |
| Gesamt:    | El Salvador | 8:0       | Puerto Rico |              |

| Datum      |          | Ergebnis  |          | Ort         |
| ---------- | -------- | --------- | -------- | ----------- |
| 15.06.1984 | Panama   | 0:3 (0:2) | Honduras | Colón       |
| 24.06.1984 | Honduras | 1:0 (0:0) | Panama   | Tegucigalpa |
| Gesamt:    | Panama   | 0:4       | Honduras |             |

| Datum      |          | Ergebnis  |          | Ort        |
| ---------- | -------- | --------- | -------- | ---------- |
| 15.08.1984 | Suriname | 1:0 (1:0) | Guyana   | Paramaribo |
| 29.08.1984 | Guyana   | 1:1 (1:0) | Suriname | Georgetown |
| Gesamt:    | Suriname | 2:1       | Guyana   |            |

#### Gruppe 2
| Datum      |                     | Ergebnis  |                     | Ort            |
| ---------- | ------------------- | --------- | ------------------- | -------------- |
| 27.10.1985 | Antigua und Barbuda | 0:4 (0:2) | Haiti               | Port-au-Prince |
| 03.11.1985 | Haiti               | 1:2 (1:1) | Antigua und Barbuda | Port-au-Prince |
| Gesamt:    | Antigua und Barbuda | 2:5       | Haiti               |                |

|        | Ergebnis |                     |
| ------ | -------- | ------------------- |
| Kanada |          | Jamaika verzichtete |

|           | Ergebnis |         |
| --------- | -------- | ------- |
| Guatemala |          | Freilos |

#### Gruppe 3
| Datum      |                          | Ergebnis  |                          | Ort        |
| ---------- | ------------------------ | --------- | ------------------------ | ---------- |
| 27.10.1985 | Niederländische Antillen | 0:0       | Vereinigte Staaten       | Willemstad |
| 03.11.1985 | Vereinigte Staaten       | 4:0 (0:0) | Niederländische Antillen | St. Louis  |
| Gesamt:    | Niederländische Antillen | 0:4       | Vereinigte Staaten       |            |

|            | Ergebnis |                      |
| ---------- | -------- | -------------------- |
| Costa Rica |          | Barbados verzichtete |

|                     | Ergebnis |                     |
| ------------------- | -------- | ------------------- |
| Trinidad und Tobago |          | Grenada verzichtete |

### Zweite Runde

#### Gruppe 1
Tabelle
| Pl. | Verein      | Sp. | S | U | N | Tore    | Diff. | Punkte |
| --- | ----------- | --- | - | - | - | ------- | ----- | ------ |
| 1.  | Honduras    | 4   | 2 | 2 | 0 | 005:300 | +2    | 06:20  |
| 2.  | El Salvador | 4   | 2 | 1 | 1 | 007:200 | +5    | 05:30  |
| 3.  | Suriname    | 4   | 0 | 1 | 3 | 002:900 | −7    | 01:70  |

Spielergebnisse
| 24.02.1985 | San Salvador | Suriname    | – | El Salvador | 0:3 (0:1) |
| 27.02.1985 | San Salvador | El Salvador | – | Suriname    | 3:0 (0:0) |
| 03.03.1985 | Tegucigalpa  | Suriname    | – | Honduras    | 1:1 (1:1) |

#### Gruppe 2
Tabelle
| Pl. | Verein    | Sp. | S | U | N | Tore    | Diff. | Punkte |
| --- | --------- | --- | - | - | - | ------- | ----- | ------ |
| 1.  | Kanada    | 4   | 3 | 1 | 0 | 007:200 | +5    | 07:10  |
| 2.  | Guatemala | 4   | 2 | 1 | 1 | 007:300 | +4    | 05:30  |
| 3.  | Haiti     | 4   | 0 | 0 | 4 | 000:900 | −9    | 0:80   |

Spielergebnisse
| 13.04.1985 | Victoria       | Kanada | – | Haiti     | 2:0 (2:0) |
| 20.04.1985 | Victoria       | Kanada | – | Guatemala | 2:1 (2:0) |
| 26.04.1985 | Port-au-Prince | Haiti  | – | Guatemala | 0:1 (0:0) |

#### Gruppe 3
Tabelle
| Pl. | Verein              | Sp. | S | U | N | Tore    | Diff. | Punkte |
| --- | ------------------- | --- | - | - | - | ------- | ----- | ------ |
| 1.  | Costa Rica          | 4   | 2 | 2 | 0 | 006:200 | +4    | 06:20  |
| 2.  | Vereinigte Staaten  | 4   | 2 | 1 | 1 | 004:300 | +1    | 05:30  |
| 3.  | Trinidad und Tobago | 4   | 0 | 1 | 3 | 002:700 | −5    | 01:70  |

Spielergebnisse
| 24.04.1985 | San José  | Trinidad und Tobago | – | Costa Rica          | 0:3 (0:1) |
| 28.04.1985 | San José  | Costa Rica          | – | Trinidad und Tobago | 1:1 (1:0) |
| 15.05.1985 | St. Louis | Trinidad und Tobago | – | USA                 | 1:2 (1:1) |

### CONCACAF-Endrunde
Tabelle
| Pl. | Verein     | Sp. | S | U | N | Tore    | Diff. | Punkte |
| --- | ---------- | --- | - | - | - | ------- | ----- | ------ |
| 1.  | Kanada     | 4   | 2 | 2 | 0 | 004:200 | +2    | 06:20  |
| 2.  | Honduras   | 4   | 1 | 1 | 2 | 006:600 | ±0    | 03:50  |
| 3.  | Costa Rica | 4   | 0 | 3 | 1 | 004:600 | −2    | 03:50  |

Spielergebnisse
| 11.08.1985 | San José    | Costa Rica | – | Honduras   | 2:2 (1:2) |
| 17.08.1985 | Toronto     | Kanada     | – | Costa Rica | 1:1 (0:1) |
| 25.08.1985 | Tegucigalpa | Honduras   | – | Kanada     | 0:1 (0:0) |

## Asiatische Zone/AFC
Westasien und Ostasien stellten je einen WM-Endrundenteilnehmer. In beiden regionalen Blöcken gab es je vier Vorrunden-Gruppen. Die Gruppensieger qualifizierten sich für die Halbfinals. In zwei K.o.-Runden wurden dann die Endrundenteilnehmer ermittelt. Aufgrund des Ersten Golfkrieges sollten die kriegführenden Staaten Iran und Irak ihre Heimspiele auf neutralen Plätzen austragen. Dieser Aufforderung folgte lediglich der Irak, der seine Spiele in Kalkutta (Indien), Kuwait und in der saudi-arabischen Stadt Ta'if austrug. Der Iran hingegen weigerte sich, auf neutralen Plätzen zu spielen, und wurde daraufhin aus dem Qualifikationsturnier ausgeschlossen.

### Westasien

#### Gruppe 1
Tabelle
| Pl. | Verein                       | Sp. | S | U | N | Tore    | Diff. | Punkte |
| --- | ---------------------------- | --- | - | - | - | ------- | ----- | ------ |
| 1.  | Vereinigte Arabische Emirate | 2   | 1 | 1 | 0 | 001:000 | +1    | 03:10  |
| 2.  | Saudi-Arabien                | 2   | 0 | 1 | 1 | 000:100 | −1    | 01:30  |
| 3.  | Oman                         | 0   | 0 | 0 | 0 | 000:000 | ±0    | 0:0    |

Oman zog sich zurück.
Spielergebnisse
| 12.04.1985 | Riad | Saudi-Arabien | – | VAE | 0:0 |

#### Gruppe 2
Tabelle
| Pl. | Verein    | Sp. | S | U | N | Tore    | Diff. | Punkte |
| --- | --------- | --- | - | - | - | ------- | ----- | ------ |
| 1.  | Irak      | 4   | 3 | 0 | 1 | 007:600 | +1    | 06:20  |
| 2.  | Katar     | 4   | 2 | 0 | 2 | 006:300 | +3    | 04:40  |
| 3.  | Jordanien | 4   | 1 | 0 | 3 | 003:700 | −4    | 02:60  |
| 4.  | Libanon   | 0   | 0 | 0 | 0 | 000:000 | ±0    | 0:0    |

Libanon zog sich nach vier Spielen zurück.
Spielergebnisse
| 15.03.1985 | Riad | Jordanien | – | Katar   | 1:0 (0:0) |
| 15.03.1985 |      | Irak      | – | Libanon | 6:0       |
| 18.03.1985 |      | Libanon   | – | Irak    | 0:6       |
| 22.03.1985 |      | Katar     | – | Libanon | 7:0       |
| 27.03.1985 |      | Libanon   | – | Katar   | 0:8       |

| 29.03.1985 | Amman    | Jordanien | – | Irak      | 2:3 (0:1) |
| 05.04.1985 | Doha     | Katar     | – | Irak      | 3:0 (1:0) |
| 12.04.1985 | Doha     | Katar     | – | Jordanien | 2:0 (0:0) |
| 19.04.1985 | Kuwait   | Irak      | – | Jordanien | 2:0 (0:0) |
| 05.05.1985 | Kalkutta | Irak      | – | Katar     | 2:1 (1:1) |

Iraks Heimspiele wurden auf neutralem Boden ausgetragen.

#### Gruppe 3
Tabelle
| Pl. | Verein    | Sp. | S | U | N | Tore    | Diff. | Punkte |
| --- | --------- | --- | - | - | - | ------- | ----- | ------ |
| 1.  | Syrien    | 4   | 3 | 1 | 0 | 005:000 | +5    | 07:10  |
| 2.  | Kuwait    | 4   | 2 | 1 | 1 | 008:200 | +6    | 05:30  |
| 3.  | Nordjemen | 4   | 0 | 0 | 4 | 001:120 | −11   | 0:80   |

Spielergebnisse
| 22.03.1985 | Damaskus | Syrien    | – | Kuwait    | 1:0 (0:0) |
| 29.03.1985 | Sanaa    | Nordjemen | – | Syrien    | 0:1 (0:0) |
| 05.04.1985 | Kuwait   | Kuwait    | – | Nordjemen | 5:0 (2:0) |

| 12.04.1985 | Kuwait   | Kuwait    | – | Syrien    | 0:0       |
| 19.04.1985 | Damaskus | Syrien    | – | Nordjemen | 3:0 (2:0) |
| 26.04.1985 | Sanaa    | Nordjemen | – | Kuwait    | 1:3 (0:2) |

#### Gruppe 4
Tabelle
| Pl. | Verein   | Sp. | S | U | N | Tore    | Diff. | Punkte |
| --- | -------- | --- | - | - | - | ------- | ----- | ------ |
| 1.  | Bahrain  | 2   | 1 | 1 | 0 | 007:400 | +3    | 03:10  |
| 2.  | Südjemen | 2   | 0 | 1 | 1 | 004:700 | −3    | 01:30  |
| 3.  | Iran     | 0   | 0 | 0 | 0 | 000:000 | ±0    | 0:0    |

Der Iran wurde von der FIFA suspendiert.
Spielergebnisse
| 29.03.1985 | Aden | Südjemen | – | Bahrain | 1:4 (0:2) |

#### Halbfinale
|                              | Gesamt     |        | Hinspiel  | Rückspiel |
| ---------------------------- | ---------- | ------ | --------- | --------- |
| Vereinigte Arabische Emirate | (a)4:4 (a) | Irak   | 2:3       | 2:1       |
| Bahrain                      | 1:2        | Syrien | 1:1 (1:0) | 0:1 (0:1) |

#### Finale
|        | Gesamt |      | Hinspiel | Rückspiel |
| ------ | ------ | ---- | -------- | --------- |
| Syrien | 1:3    | Irak | 0:0      | 1:3 (0:1) |

### Ostasien

#### Gruppe 1
Tabelle
| Pl. | Verein   | Sp. | S | U | N | Tore    | Diff. | Punkte |
| --- | -------- | --- | - | - | - | ------- | ----- | ------ |
| 1.  | Südkorea | 4   | 3 | 0 | 1 | 008:100 | +7    | 06:20  |
| 2.  | Malaysia | 4   | 2 | 1 | 1 | 006:200 | +4    | 05:30  |
| 3.  | Nepal    | 4   | 0 | 1 | 3 | 000:110 | −11   | 01:70  |

Spielergebnisse
| 02.03.1985 | Kathmandu    | Nepal    | – | Südkorea | 0:2 (0:1) |
| 10.03.1985 | Kuala Lumpur | Malaysia | – | Südkorea | 1:0 (0:0) |
| 16.03.1985 | Kathmandu    | Nepal    | – | Malaysia | 0:0 (0:2) |

| 31.03.1985 | Kuala Lumpur | Malaysia | – | Nepal    | 5:0 (5:0) |
| 06.04.1985 | Seoul        | Südkorea | – | Nepal    | 4:0 (3:0) |
| 19.05.1985 | Seoul        | Südkorea | – | Malaysia | 2:0 (2:0) |

#### Gruppe 2
Tabelle
| Pl. | Verein      | Sp. | S | U | N | Tore    | Diff. | Punkte |
| --- | ----------- | --- | - | - | - | ------- | ----- | ------ |
| 1.  | Indonesien  | 6   | 4 | 1 | 1 | 008:400 | +4    | 09:30  |
| 2.  | Indien      | 6   | 2 | 3 | 1 | 007:600 | +1    | 07:50  |
| 3.  | Thailand    | 6   | 1 | 2 | 3 | 004:400 | ±0    | 04:80  |
| 4.  | Bangladesch | 6   | 2 | 0 | 4 | 005:100 | −5    | 04:80  |

Spielergebnisse
| 15.03.1985 | Jakarta | Indonesien | – | Thailand    | 1:0 (0:0) |
| 18.03.1985 | Jakarta | Indonesien | – | Bangladesch | 2:0 (0:0) |
| 21.03.1985 | Jakarta | Indonesien | – | Indien      | 2:1 (1:1) |
| 23.03.1985 | Bangkok | Thailand   | – | Bangladesch | 3:0 (1:0) |
| 26.03.1985 | Bangkok | Thailand   | – | Indien      | 0:0       |
| 29.03.1985 | Bangkok | Thailand   | – | Indonesien  | 0:1 (0:1) |

| 30.03.1985 | Dhaka    | Bangladesch | – | Indien      | 1:2 (1:1) |
| 02.04.1985 | Dhaka    | Bangladesch | – | Indonesien  | 2:1 (0:1) |
| 05.04.1985 | Dhaka    | Bangladesch | – | Thailand    | 1:0 (0:0) |
| 06.04.1985 | Kalkutta | Indien      | – | Indonesien  | 1:1 (0:1) |
| 09.04.1985 | Kalkutta | Indien      | – | Thailand    | 1:1 (0:0) |
| 12.04.1985 | Kalkutta | Indien      | – | Bangladesch | 2:1 (1:1) |

#### Gruppe 3
Tabelle
| Pl. | Verein              | Sp. | S | U | N | Tore    | Diff. | Punkte |
| --- | ------------------- | --- | - | - | - | ------- | ----- | ------ |
| 1.  | Hongkong            | 6   | 5 | 1 | 0 | 019:200 | +17   | 11:10  |
| 2.  | Volksrepublik China | 6   | 4 | 1 | 1 | 023:200 | +21   | 09:30  |
| 3.  | Macau               | 6   | 2 | 0 | 4 | 004:150 | −11   | 04:80  |
| 4.  | Brunei              | 6   | 0 | 0 | 6 | 002:290 | −27   | 0:12   |

Spielergebnisse
| 17.02.1985 | Macau    | – | Brunei | 2:0 (0:0) |
| 17.02.1985 | Hongkong | – | China  | 0:0       |
| 20.02.1985 | Macau    | – | China  | 0:4 (0:1) |
| 23.02.1985 | Hongkong | – | Brunei | 8:0 (3:0) |
| 26.02.1985 | China    | – | Brunei | 8:0 (4:0) |
| 01.03.1985 | Brunei   | – | China  | 0:4 (0:2) |

| 06.04.1985 | Brunei   | – | Hongkong | 1:5 (0:3) |
| 13.04.1985 | Brunei   | – | Macau    | 1:2       |
| 28.04.1985 | Macau    | – | Hongkong | 0:2 (0:0) |
| 04.05.1985 | Hongkong | – | Macau    | 2:0 (2:0) |
| 12.05.1985 | China    | – | Macau    | 6:0 (3:0) |
| 19.05.1985 | China    | – | Hongkong | 1:2 (1:1) |

#### Gruppe 4
Tabelle
| Pl. | Verein    | Sp. | S | U | N | Tore    | Diff. | Punkte |
| --- | --------- | --- | - | - | - | ------- | ----- | ------ |
| 1.  | Japan     | 4   | 3 | 1 | 0 | 009:100 | +8    | 07:10  |
| 2.  | Nordkorea | 4   | 1 | 2 | 1 | 003:200 | +1    | 04:40  |
| 3.  | Singapur  | 4   | 0 | 1 | 3 | 002:110 | −9    | 01:70  |

Spielergebnisse
| 19.01.1985 | Singapur | Singapur | – | Nordkorea | 1:1       |
| 23.02.1985 | Singapur | Singapur | – | Japan     | 1:3 (1:1) |
| 21.03.1985 | Tokio    | Japan    | – | Nordkorea | 1:0 (1:0) |

| 30.04.1985 | Pjöngjang | Nordkorea | – | Japan    | 0:0       |
| 18.05.1985 | Tokio     | Japan     | – | Singapur | 5:0 (0:0) |
| 25.05.1985 | Namp’o    | Nordkorea | – | Singapur | 2:0 (1:0) |

#### Play-off-Begegnungen
|          | Gesamt |            | Hinspiel  | Rückspiel |
| -------- | ------ | ---------- | --------- | --------- |
| Südkorea | 6:1    | Indonesien | 2:0 (0:0) | 4:1 (3:0) |
| Japan    | 5:1    | Hongkong   | 3:0 (2:0) | 2:1 (1:0) |

|       | Gesamt |          | Hinspiel  | Rückspiel |
| ----- | ------ | -------- | --------- | --------- |
| Japan | 1:3    | Südkorea | 1:2 (1:2) | 0:1 (0:0) |

## Afrikanische Zone/CAF
29 afrikanische Mannschaften spielten um den Einzug in die Endrunde. Es wurden vier Runden im K.o.-System gespielt.
 Die Sieger beider Finalrundenpartien qualifizierten sich für die WM 1986 in Mexiko.

### Erste Runde
| Datum      |          | Ergebnis  |          | Ort    |
| ---------- | -------- | --------- | -------- | ------ |
| 28.08.1984 | Ägypten  | 1:0 (1:0) | Simbabwe | Kairo  |
| 30.09.1984 | Simbabwe | 1:1 (1:1) | Ägypten  | Harare |
| Gesamt:    | Ägypten  | 2:1       | Simbabwe |        |

| Datum      |           | Ergebnis  |           | Ort         |
| ---------- | --------- | --------- | --------- | ----------- |
| 13.10.1984 | Kenia     | 2:1 (1:1) | Äthiopien | Nairobi     |
| 28.10.1984 | Äthiopien | 3:3       | Kenia     | Addis Abeba |
| Gesamt:    | Kenia     | 5:4       | Äthiopien |             |

| Datum      |           | Ergebnis  |           | Ort      |
| ---------- | --------- | --------- | --------- | -------- |
| 15.07.1984 | Mauritius | 0:1 (0:1) | Malawi    | Curepipe |
| 28.07.1984 | Malawi    | 4:0 (1:0) | Mauritius | Lilongwe |
| Gesamt:    | Mauritius | 0:5       | Malawi    |          |

| Datum      |        | Ergebnis  |        | Ort     |
| ---------- | ------ | --------- | ------ | ------- |
| 29.07.1984 | Sambia | 3:0 (1:0) | Uganda | Ndola   |
| 25.08.1984 | Uganda | 1:0 (0:0) | Sambia | Kampala |
| Gesamt:    | Sambia | 3:1       | Uganda |         |

| Datum      |          | Ergebnis  |          | Ort     |
| ---------- | -------- | --------- | -------- | ------- |
| 13.10.1984 | Tansania | 1:1 (1:0) | Sudan    | Mwanza  |
| 27.10.1984 | Sudan    | 0:0       | Tansania | Khartum |
| Gesamt:    | Tansania | (a)1:1(a) | Sudan    |         |

| Datum      |              | Ergebnis  |              | Ort      |
| ---------- | ------------ | --------- | ------------ | -------- |
| 30.06.1984 | Sierra Leone | 0:1 (0:0) | Marokko      | Freetown |
| 15.07.1984 | Marokko      | 4:0 (1:0) | Sierra Leone | Rabat    |
| Gesamt:    | Sierra Leone | 0:5       | Marokko      |          |

| Datum      |          | Ergebnis  |          | Ort     |
| ---------- | -------- | --------- | -------- | ------- |
| 28.10.1984 | Benin    | 0:2 (0:0) | Tunesien | Cotonou |
| 13.11.1984 | Tunesien | 4:0 (2:0) | Benin    | Tunis   |
| Gesamt:    | Benin    | 0:6       | Tunesien |         |

| Datum      |                | Ergebnis  |                | Ort     |
| ---------- | -------------- | --------- | -------------- | ------- |
| 21.10.1984 | Elfenbeinküste | 4:0 (0:0) | Gambia         | Abidjan |
| 04.11.1984 | Gambia         | 3:2 (1:1) | Elfenbeinküste | Banjul  |
| Gesamt:    | Elfenbeinküste | 6:3       | Gambia         |         |

| Datum      |         | Ergebnis  |         | Ort      |
| ---------- | ------- | --------- | ------- | -------- |
| 20.10.1984 | Nigeria | 3:0 (2:0) | Liberia | Lagos    |
| 04.11.1984 | Liberia | 0:1 (0:1) | Nigeria | Monrovia |
| Gesamt:    | Nigeria | 4:0       | Liberia |          |

| Datum      |         | Ergebnis        |         | Ort    |
| ---------- | ------- | --------------- | ------- | ------ |
| 01.07.1984 | Angola  | 1:0 (0:0)       | Senegal | Luanda |
| 15.07.1984 | Senegal | 1:0 n. V.       | Angola  | Dakar  |
| Gesamt:    | Angola  | 1:1 (4:3 i. E.) | Senegal |        |

|            | Ergebnis |                       |
| ---------- | -------- | --------------------- |
| Madagaskar |          | Lesotho zurückgezogen |
| Libyen     |          | Niger zurückgezogen   |
| Guinea     |          | Togo zurückgezogen    |
| Kamerun    |          | Freilos               |
| Algerien   |          | Freilos               |
| Ghana      |          | Freilos               |

### Zweite Runde
| Datum      |         | Ergebnis  |         | Ort     |
| ---------- | ------- | --------- | ------- | ------- |
| 07.04.1985 | Sambia  | 4:1 (4:0) | Kamerun | Lusaka  |
| 21.04.1985 | Kamerun | 1:1 (1:1) | Sambia  | Yaoundé |
| Gesamt:    | Sambia  | 5:1       | Kamerun |         |

| Datum      |         | Ergebnis  |         | Ort      |
| ---------- | ------- | --------- | ------- | -------- |
| 07.04.1985 | Marokko | 2:0 (1:0) | Malawi  | Rabat    |
| 21.04.1985 | Malawi  | 0:0       | Marokko | Lilongwe |
| Gesamt:    | Marokko | 2:0       | Malawi  |          |

| Datum      |          | Ergebnis  |          | Ort    |
| ---------- | -------- | --------- | -------- | ------ |
| 31.03.1985 | Angola   | 0:0       | Algerien | Luanda |
| 19.04.1985 | Algerien | 3:2 (2:0) | Angola   | Algier |
| Gesamt:    | Angola   | 2:3       | Algerien |        |

| Datum      |         | Ergebnis  |         | Ort     |
| ---------- | ------- | --------- | ------- | ------- |
| 06.04.1985 | Kenia   | 0:3 (0:2) | Nigeria | Nairobi |
| 20.04.1985 | Nigeria | 3:1 (2:1) | Kenia   | Lagos   |
| Gesamt:    | Kenia   | 1:6       | Nigeria |         |

| Datum      |            | Ergebnis        |            | Ort          |
| ---------- | ---------- | --------------- | ---------- | ------------ |
| 05.04.1985 | Ägypten    | 1:0 (1:0)       | Madagaskar | Kairo        |
| 21.05.1985 | Madagaskar | 1:0 n. V.       | Ägypten    | Antananarivo |
| Gesamt:    | Ägypten    | 1:1 (4:2 i. E.) | Madagaskar |              |

| Datum      |          | Ergebnis  |          | Ort     |
| ---------- | -------- | --------- | -------- | ------- |
| 10.02.1985 | Guinea   | 1:0 (1:0) | Tunesien | Conakry |
| 24.02.1985 | Tunesien | 2:0 (1:0) | Guinea   | Tunis   |
| Gesamt:    | Guinea   | 1:2       | Tunesien |         |

| Datum      |        | Ergebnis  |        | Ort      |
| ---------- | ------ | --------- | ------ | -------- |
| 22.02.1985 | Sudan  | 0:0       | Libyen | Khartum  |
| 08.03.1985 | Libyen | 4:0 (0:0) | Sudan  | Tripolis |
| Gesamt:    | Sudan  | 0:4       | Libyen |          |

| Datum      |                | Ergebnis  |                | Ort     |
| ---------- | -------------- | --------- | -------------- | ------- |
| 07.04.1985 | Elfenbeinküste | 0:0       | Ghana          | Abidjan |
| 21.07.1985 | Ghana          | 2:0 (0:0) | Elfenbeinküste | Accra   |
| Gesamt:    | Elfenbeinküste | 0:2       | Ghana          |         |

### Dritte Runde
| Datum      |          | Ergebnis  |          | Ort    |
| ---------- | -------- | --------- | -------- | ------ |
| 13.07.1985 | Algerien | 2:0 (1:0) | Sambia   | Algier |
| 28.07.1985 | Sambia   | 0:1 (0:0) | Algerien | Lusaka |
| Gesamt:    | Algerien | 3:0       | Sambia   |        |

| Datum      |        | Ergebnis  |        | Ort     |
| ---------- | ------ | --------- | ------ | ------- |
| 14.07.1985 | Ghana  | 0:0       | Libyen | Accra   |
| 26.07.1985 | Libyen | 2:0 (1:0) | Ghana  | Bengasi |
| Gesamt:    | Ghana  | 0:2       | Libyen |         |

| Datum      |          | Ergebnis  |          | Ort   |
| ---------- | -------- | --------- | -------- | ----- |
| 06.07.1985 | Nigeria  | 1:0 (0:0) | Tunesien | Lagos |
| 20.07.1985 | Tunesien | 2:0 (2:0) | Nigeria  | Tunis |
| Gesamt:    | Nigeria  | 1:2       | Tunesien |       |

| Datum      |         | Ergebnis  |         | Ort        |
| ---------- | ------- | --------- | ------- | ---------- |
| 12.07.1985 | Ägypten | 0:0       | Marokko | Kairo      |
| 28.07.1985 | Marokko | 2:0 (1:0) | Ägypten | Casablanca |
| Gesamt:    | Ägypten | 0:2       | Marokko |            |

### Finalrunde
| Datum      |          | Ergebnis  |          | Ort    |
| ---------- | -------- | --------- | -------- | ------ |
| 06.10.1985 | Tunesien | 1:4 (1:2) | Algerien | Tunis  |
| 18.10.1985 | Algerien | 3:0 (2:0) | Tunesien | Algier |
| Gesamt:    | Tunesien | 1:7       | Algerien |        |

| Datum      |         | Ergebnis  |         | Ort     |
| ---------- | ------- | --------- | ------- | ------- |
| 06.10.1985 | Marokko | 3:0 (1:0) | Libyen  | Rabat   |
| 18.10.1985 | Libyen  | 1:0 (1:0) | Marokko | Bengasi |
| Gesamt:    | Marokko | 3:1       | Libyen  |         |

## Ozeanische Zone/OFC
Vom OFC nahmen nur Australien und Neuseeland an der WM-Qualifikation teil. Hinzu kamen noch Taiwan und Israel, die aus politischen Motiven der Ozeanien-Gruppe zugeordnet wurden. Die vier Mannschaften spielten in einer Punkterunde mit Hin- und Rückspielen den Ozeanien-Sieger aus. Der Ozeanien-Sieger musste dann gegen einen Gruppenzweiten aus einer der drei europäischen Vierergruppen in einem Playoff antreten. Der Sieger dieses Playoffs qualifizierte sich für die WM 1986 in Mexiko.
Tabelle
| Pl. | Verein     | Sp. | S | U | N | Tore    | Diff. | Punkte |
| --- | ---------- | --- | - | - | - | ------- | ----- | ------ |
| 1.  | Australien | 6   | 4 | 2 | 0 | 020:200 | +18   | 10:20  |
| 2.  | Israel     | 6   | 3 | 1 | 2 | 017:600 | +11   | 07:50  |
| 3.  | Neuseeland | 6   | 3 | 1 | 2 | 013:700 | +6    | 07:50  |
| 4.  | Taiwan     | 6   | 0 | 0 | 6 | 001:360 | −35   | 0:12   |

Spielergebnisse
| 03.09.1985 | Tel Aviv     | Taiwan     | – | Israel     | 0:6 (0:3) |
| 08.09.1985 | Tel Aviv     | Israel     | – | Taiwan     | 5:0 (2:0) |
| 21.09.1985 | Auckland     | Neuseeland | – | Australien | 0:0       |
| 05.10.1985 | Auckland     | Taiwan     | – | Neuseeland | 1:5 (1:3) |
| 08.10.1985 | Tel Aviv     | Israel     | – | Australien | 1:2 (0:0) |
| 12.10.1985 | Christchurch | Neuseeland | – | Taiwan     | 5:0 (2:0) |

Taiwan verzichtete auf sein Heimrecht und spielte beim jeweiligen Gegner.
Interkontinentales Playoff
|            | Gesamt |            | Hinspiel  | Rückspiel |
| ---------- | ------ | ---------- | --------- | --------- |
| Schottland | 2:0    | Australien | 2:0 (0:0) | 0:0       |